# Fiat 124 Vignale Eveline
La Fiat 124 Vignale Coupé Eveline è un'autovettura fuoriserie prodotta dal carrozziere Vignale su autotelaio Fiat 124 dal 1967 al 1969.

## La storia
L'obbiettivo della Vignale era di costruire una vettura dall'aspetto sportiveggiante, ma con quattro posti comodi ed una motorizzazione di cilindrata e prestazioni medie, anticipando le soluzioni dei modelli Ford Capri e Opel Manta degli anni immediatamente successivi.
Alfredo Vignale, sulla base della Fiat 124 berlina, realizzò la carrozzeria della Eveline mantenendo inalterati il pianale e la meccanica, oltre alla parte anteriore degli interni, relativamente al cruscotto e alla strumentazione.
Particolare cura fu posta nell'ideare il comfort della vettura che venne dotata di quattro poltrone separate con braccioli e posacenere centrali, vetri elettrici anteriori, vetri posteriori apribili a compasso, retrovisore con posizione anabbagliante, tre luci di cortesia, portaoggetti con sportello a chiave, luce di retromarcia e doppi fari anteriori. Completavano la lista delle modifiche il volante in legno a due razze traforate e una vasta scelta di sedici colorazioni per la carrozzeria e cinque per gli interni.
Le prestazioni della Eveline ricalcano quelle del modello berlina dal quale deriva e, del resto, il motore da 1197 cm³ con 60 cv, era di notevole potenza per l'epoca.
Nel 1969 alla Eveline base venne affiancata la versione Special Export, che monta il motore della "124 Special" da 1438 cm³ con 75 cv, assumendone anche il cruscotto e la strumentazione.
Presentata al salone dell'automobile di Torino del 1967 fu prodotta in circa 200 esemplari.
Grazie a questa fuoriserie Alfredo Vignale fu insignito del premio "Mercurio d'Oro".